# Danny Alexander
Daniel 'Danny' Grian Alexander (ur. 15 maja 1972 w Edynburgu) – brytyjski polityk, członek Liberalnych Demokratów. W latach 2005–2015 poseł do Izby Gmin, od 2010 do 2015 członek pierwszego gabinetu Davida Camerona jako minister ds. Szkocji, a następnie naczelny sekretarz skarbu.

## Życiorys

### Wykształcenie i kariera zawodowa
Wykształcenie odebrał w Lochaber High School w Fort William oraz w St Anne’s College na Uniwersytecie Oksfordzkim, gdzie uzyskał tytuł naukowy z filozofii, politologii i ekonomii. W 1993 r. został rzecznikiem prasowym szkockich Liberalnych Demokratów. Następnie działał w wielu instytucjach popierających integrację europejską np. European Movement lub Britain in Europe. W 1999 r. został rzecznikiem prasowym Parku Narodowego Cairngorms.

### Kariera polityczna
W 2005 r. został wybrany do Izby Gmin z okręgu Inverness, Nairn, Badenoch and Strathspey. W parlamencie zajmował się sprawami osób upośledzonych. W 2007 r. w liberalno-demokratycznym gabinecie cieni został ministrem ds. wykluczeń społecznych. Pół roku później został „cieniem” ministra pracy i emerytur. W 2008 r. zrezygnował z tego stanowiska i skoncentrował się na pracy szefa sztabu lidera Liberalnych Demokratów Nicka Clegga i przygotowaniami partyjnego manifestu wyborczego. W latach 2005–2008 Alexander był także członkiem parlamentarnej komisji ds. Szkocji.
Alexander obronił mandat parlamentarny w wyborach 2010 r. Z ramienia Liberalnych Demokratów brał udział w rokowaniach z Partią Konserwatywną. Po utworzeniu koalicyjnego rządu objął w nim tekę ministra ds. Szkocji. Już po niespełna trzech tygodniach pełnienia tego urzędu został przeniesiony na stanowisko naczelnego sekretarza skarbu po tym, jak w atmosferze skandalu do dymisji podał się jego partyjny kolega David Laws.
W wyborach w 2015 nie zdołał obronić swojego mandatu parlamentarnego, przegrywając z kandydatem Szkockiej Partii Narodowej Drew Hendrym.

### Życie prywatne
Od lipca 2005 r. jest żonaty z Rebeką Hoar. Małżonkowie mają razem jedną córkę.